# 駐日オーストラリア大使館
駐日オーストラリア大使館（ちゅうにちオーストラリアたいしかん、英語: Australian Embassy Tokyo）は、東京都港区三田にあるオーストラリアの大使館である。

## 歴史
敷地は蜂須賀侯爵家の屋敷跡である。当主蜂須賀正氏はケンブリッジ大学に留学し大正時代に英国風カントリーハウスを建築した。
1940年（昭和15年）、オーストラリア政府は同屋敷を公使館として借用し、1952年（昭和27年）に全敷地を購入した。同屋敷は蔦の生い茂る建築物として知られたが、1988年（昭和63年）、Denton Corker Marshall Pty Ltd.設計による現在の建築物に建て替えた。
幕末期には、大和柳本藩織田家と日向佐土原藩島津家の屋敷であった。

## 駐日オーストラリア大使
2023年1月より、ジャスティン・ラウール・ヘイハーストが特命全権大使を務めている。

## 著名な在勤者
- トレバー・ホロウェイ - 大阪総領事
- デイビッド・アラン・ローソン - 大阪総領事、仙台領事、関西領事団長